# Pardosa nigriceps
Pardosa nigriceps este o specie de păianjeni din genul Pardosa, familia Lycosidae. A fost descrisă pentru prima dată de Thorell, 1856. Conform Catalogue of Life specia Pardosa nigriceps nu are subspecii cunoscute.